# ۱۷۸۶ (میلادی)
۱۷۸۶ (میلادی) هزار وهفتصد و هشتاد و ششمین سال تقویم میلادی است.
- ۴ ژانویه – موسی مندلسون، مترجم و فیلسوف آلمانی (ز. ۱۷۲۹)